# Torneo de Austin 2025
El ATX Open 2025 fue un torneo de tenis femenino jugado en cancha duras al aire libre. Se trató de la 3.ª edición del ATX Open, un torneo WTA 250. Se llevó a cabo en Austin, Estados Unidos, del 24 de febrero al 2 de marzo.

## Distribución de puntos
| Modalidad           | Campeona | Finalista | Semifinales | Cuartos de final | 2.ª ronda | 1.ª ronda | Clasificadas | 2.ª ronda de clasificación | 1.ª ronda de clasificación |
| Individual femenino | 250      | 163       | 98          | 54               | 30        | 1         | 18           | 12                         | 1                          |
| Dobles femenino     | 250      | 163       | 98          | 54               | 1         | -         | -            | -                          | -                          |

## Cabezas de serie

### Individuales femenino
| Tenista           | Ranking | Preclasificada |
| Jessica Pegula    | 5       | 1              |
| Diana Shnaider    | 13      | 2              |
| Peyton Stearns    | 46      | 3              |
| Yuan Yue          | 49      | 4              |
| McCartney Kessler | 53      | 5              |
| Moyuka Uchijima   | 62      | 6              |
| Katie Volynets    | 63      | 7              |
| Suzan Lamens      | 67      | 8              |

- Ranking del 17 de febrero de 2025.[2]

### Dobles femenino
| Tenista                               | Ranking | Preclasificada |
| Cristina Bucșa Miyu Kato              | 58      | 1              |
| Caroline Dolehide Storm Hunter        | 74      | 2              |
| Oksana Kalashnikova Kamilla Rakhimova | 137     | 3              |
| Maia Lumsden Heather Watson           | 168     | 4              |

## Campeonas

### Individual femenino
Jessica Pegula venció a  McCartney Kessler por 7-5, 6-2

### Dobles femenino
Anna Blinkova /  Yuan Yue vencieron a  McCartney Kessler /  Zhang Shuai por 3-6, 6-1, [10-4]